# Antonio Sant'Elia

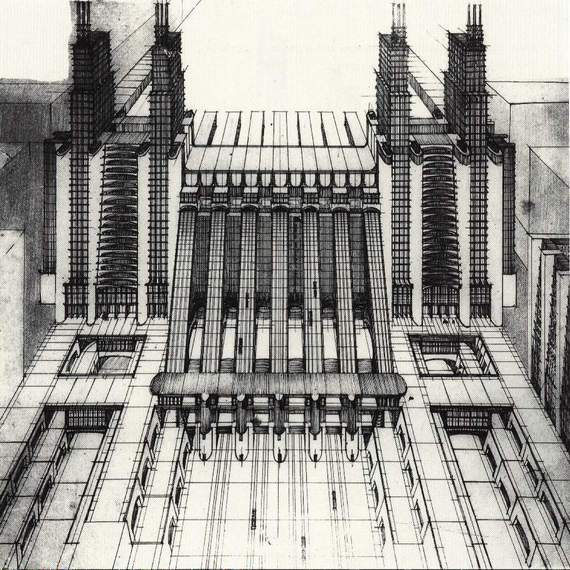
Antonio Sant'Elia – Skiss från verket ”La Città Nuova” (1914).

Antonio Sant'Elia, född 30 april 1888 i Como, Italien, död 10 oktober 1916 i Monfalcone i nordöstra Italien, var en italiensk arkitekt som lät sig inspireras av futurismens idéer.
Sant'Elia stupade i första världskriget, och endast få av hans arkitektoniska projekt kom att förverkligas.